# أحلام عرب
أحلام عرب، ممثلة عراقية، تخرجت عام 1974 من معهد الفنون الجميلة، انتقلت عام 1979 إلى لندن ثم درست الدراما فيها. وعادت بعام 1985 إلى العراق وقدمت العديد من الأعمال المسرحية والتلفزيونية.

## من أعمالها
- فيلم صخب الموت.
- مسرحية الخطوبة.
- مسرحية التوأمان.
- مسرحية الباب.
- مسلسل نادية.
- مسلسل جذور وأغصان.
- مسلسل عزيزة.
- مسلسل الجرح.
- مسلسل عربة الخوف.
- مسلسل فاتنة بغداد.
- مسلسل روح.